# Joseph-Charles Aubusson de Soubrebost
Pour les articles homonymes, voir Aubusson (homonymie).
Joseph-Charles Aubusson de Soubrebost, né le 4 novembre 1777 à Bourganeuf (Marche), mort le 2 septembre 1823 à Limoges (Haute-Vienne), est un magistrat et un homme politique français.

## Biographie
Fils de Louis Aubusson de Soubrebost, il appartient à la magistrature sous le Premier Empire, occupant les fonctions de président de chambre à la cour de Limoges.
Il est élu le 9 mai 1822 député de la Creuse par le collège électoral de l'arrondissement d'Aubusson, avec 97 voix sur 172 votants et 204 inscrits, à la Chambre de députés, où il ne siège qu'un peu plus d'un an.
Marié en 1810 à Joséphine, fille de Joseph Cornudet des Chaumettes, il est le père de Louis-Jean-Henry Aubusson de Soubrebost.

## Source
- « Joseph-Charles Aubusson de Soubrebost », dans Adolphe Robert et Gaston Cougny, Dictionnaire des parlementaires français, Edgar Bourloton, 1889-1891 [détail de l’édition] Dictionnaire des parlementaires français de 1789 à 1889, tome 1, p. 111 à 120